# Hellinikos poimenikos
Hellinikos poimenikos  (Eλληνικος ποιμενικος; grekisk herdehund) är en hundras från Grekland. Den är en boskapsvaktare av molossertyp som traditionellt använts för att skydda tamfår, tamgetter och nötkreatur mot rovdjursangrepp. Den är mycket självständig och rangmedveten och är inte lämpad för träning. Godkända färger är svart, olika nyanser av brunt och vit med fläckar. Rasen är nationellt erkänd av den grekiska kennelklubben Kynologikos Omilos Ellados (KOE).